# Amtsgericht Bocholt

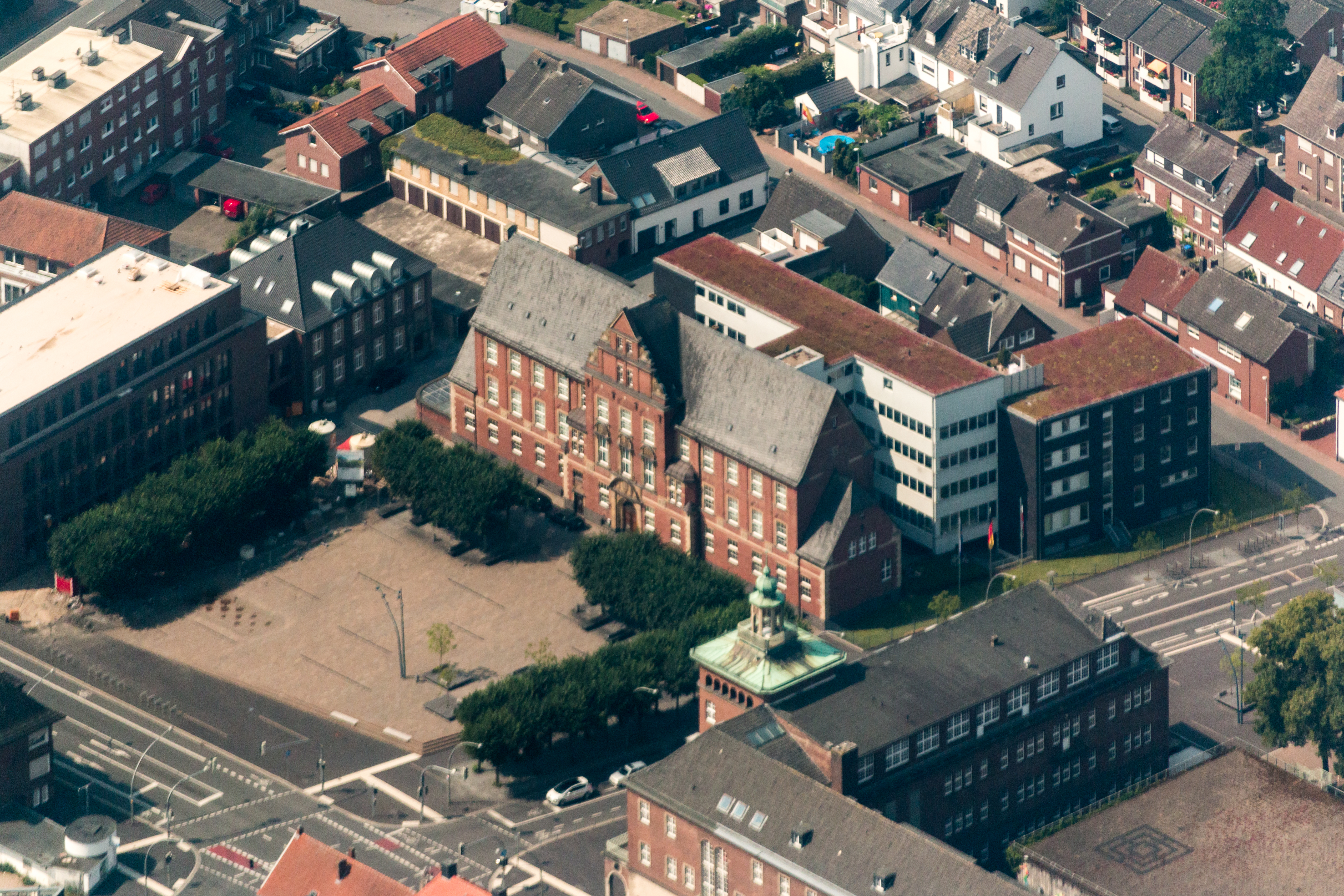
Amtsgericht Bocholt (2014)

Das Amtsgericht Bocholt ist ein Amtsgericht mit Sitz in Bocholt, welches für die Städte Bocholt, Isselburg und Rhede im südwestlichen Teil des Kreises Borken zuständig ist. In dem 241 km² großen Gerichtsbezirk leben rund 104.000 Menschen. Es befindet sich im Justizzentrum, wo sich auch die Staatsanwaltschaft sowie die auswärtige Strafkammer des Landgerichts Münster befindet. Durch den Neubau des Justizzentrums im Jahre 2005 konnte der Gerichtsstandort Bocholt gestärkt und ein weiterer Abzug von Justizbehörden vereitelt werden. Mit derzeit acht Berufsrichtern ist es das größte Amtsgericht des Westmünsterlandes.

## Übergeordnete Gerichte
Das dem Gericht übergeordnete Landgericht ist das Landgericht Münster, das wiederum dem Oberlandesgericht Hamm untersteht.

## Geschichte
In Bocholt bestand seit 1849 die Gerichtskommission Bocholt des Kreisgerichts Borken, welches zum 1. Januar 1876 zu einer Gerichtskommission des Kreisgerichts Coesfeld geändert wurde. Im Rahmen der Reichsjustizgesetze wurden 1879 reichsweit einheitlich Oberlandes-, Land- und Amtsgerichte gebildet. Das königlich preußische Amtsgericht Bocholt wurde mit Wirkung zum 1. Oktober 1879 als eines von 22 Amtsgerichten im Bezirk des Landgerichtes Münster im Bezirk des Oberlandesgericht Hamm gebildet. Der Sitz des Gerichts war die Stadt Bocholt. Sein Gerichtsbezirk umfasste die Stadtbezirke Anholt und Bocholt und die Ämter Dingden, Liedern, Rhede und Werth. Am Gericht bestanden 1880 zwei Richterstellen. Das Amtsgericht war damit ein mittelgroßes Amtsgericht im Landgerichtsbezirk. Gerichtstage wurden in Anholt gehalten.